# Alcufer Stadion
Das Alcufer Stadion (auch als Ménfői úti Stadion oder Gyirmóti Stadion bekannt) ist ein Fußballstadion in ungarischen Stadt Győr, Komitat Győr-Moson-Sopron, im äußersten Nordwesten des Landes. Es ist die Heimspielstätte des Fußballvereins Gyirmót SE und liegt in Gyirmót am Stadtrand von Győr. Die Sportstätte bietet insgesamt 4500 Sitzplätze.

## Geschichte
2005 wurde das Ménfői úti Stadion eröffnet. Der Umbau der Spielstätte wurde teilweise durch ein nationales Sportstättensanierungsprogramm des ungarischen Staates finanziert. Die Baukosten beliefen sich auf 900 Mio. HUF (rund 2,57 Mio. €). Davon übernahm der Staat 70 Prozent. Die restlichen 30 Prozent trugen die Eigentümer der Anlage. 2014 begannen die Umbauarbeiten am Stadion. Die Haupttribüne und die Gegengerade wurden durch Neubauten ersetzt. In der Haupttribüne befinden sich die Umkleidekabinen, Büros, eine Snackbar, eine Waschküche und ein Lagerraum. Das Flutlicht im Stadion leistet 1400 Lux Beleuchtungsstärke. Im Stadion und den Büros steht ein kostenloses WLAN-Funknetz zur Verfügung. Der Rasen wird mit Thermalwasser beheizt. Um das Stadion befinden sich sechs Trainingsplätze mit Naturrasen und den internationalen Maßen 105 × 68 m sowie eine beheizbare Trainingshalle mit einem Kunstrasenbelag mit den Maßen 60 × 40 m. Alle Plätze verfügen über Flutlicht. Die Anlage besitzt im Falle eines Stromausfalls ein Notstromaggregat und einen Transformator. Bis 2015 war die Heimat des Gyirmót SE als Ménfői úti Stadion bekannt. Die Ménfői úti ist die Straße, an der die Anlage liegt. Seit 2015 trägt es den Sponsorennamen Alcufer Stadion. Die Alcufer GmbH ist ein ungarisches Unternehmen aus der Abfallwirtschaft.
Der Gyirmót SE ist zur Saison 2021/22 in die Nemzeti Bajnokság, die höchste Spielklasse des Landes, aufgestiegen. Das Stadion wird für die Anforderungen der Liga angepasst. Die Gästefans finden jetzt auf der Sitzplatztribüne in den Sektoren 25, 26 und 27 insgesamt 750 Plätze. Die neue Pressetribüne bietet acht Plätze für die Kommentatoren sowie 22 Plätze für die Pressevertreter. Sie wurde schon bei der U-21-Fußball-Europameisterschaft 2021 genutzt. Die Beschallungsanlage wurde modernisiert.

## Veranstaltungen
Am 22. September 2015 wurde die Sportstätte mit der Partie Gyirmót SE gegen Dunaújváros PASE wiedereröffnet. Die ungarische U-21-Männer-Fußballnationalmannschaft trug vier ihrer fünf Heimspiele in der Gruppe 4 der Qualifikation zur U-21-Fußball-Europameisterschaft 2017 im Alcufer Stadion aus. Neben zwei Siegen gegen Griechenland (2:1) und Liechtenstein (4:0) gab es zwei Unentschieden gegen Israel (0:0) und Portugal (3:3). In der Qualifikation zur U-21-Fußball-Europameisterschaft 2019 bestritt die ungarische Mannschaft das Heimspiel der Gruppe 6 gegen Malta (2:1) im Alcufer Stadion.
Die ungarische Fußballnationalmannschaft der Frauen empfing in der Qualifikation zur Fußball-Europameisterschaft der Frauen 2017 Kroatien (2:0) und Deutschland (0:1)  im Stadion des Gyirmót SE.
Der MTK Budapest FC nutzte das Stadion für die Heimspiele in der Qualifikation zur UEFA Europa League 2016/17. Mit einem 3:0 gegen den FK Aqtöbe aus Kasachstan überstand der Club die 1. Qualifikationsrunde. Nach der Niederlage im Hinspiel in Győr (1:2) verlor man auch auswärts gegen den FK Qəbələ aus Aserbaidschan mit 0:2 und schied aus.

### Spiele der U-21-EM 2021 in Győr
Das Alcufer Stadion war Schauplatz von drei Partien der Gruppe C. Die Begegnungen fanden wegen der COVID-19-Pandemie unter Ausschluss der Öffentlichkeit statt.
- 25. Mär. 2021, Gruppe C:  Russland –  Island 4:1 (3:0)[16]
- 28. Mär. 2021, Gruppe C:  Island –  Dänemark 0:2 (0:2)[17]
- 31. Mär. 2021, Gruppe C:  Island –  Frankreich 0:2 (0:2)[18]